# Ozarba subterminalis
Ozarba subterminalis là một loài bướm đêm trong họ Noctuidae.